# Grand Dictionnaire universel du XIXe siècle

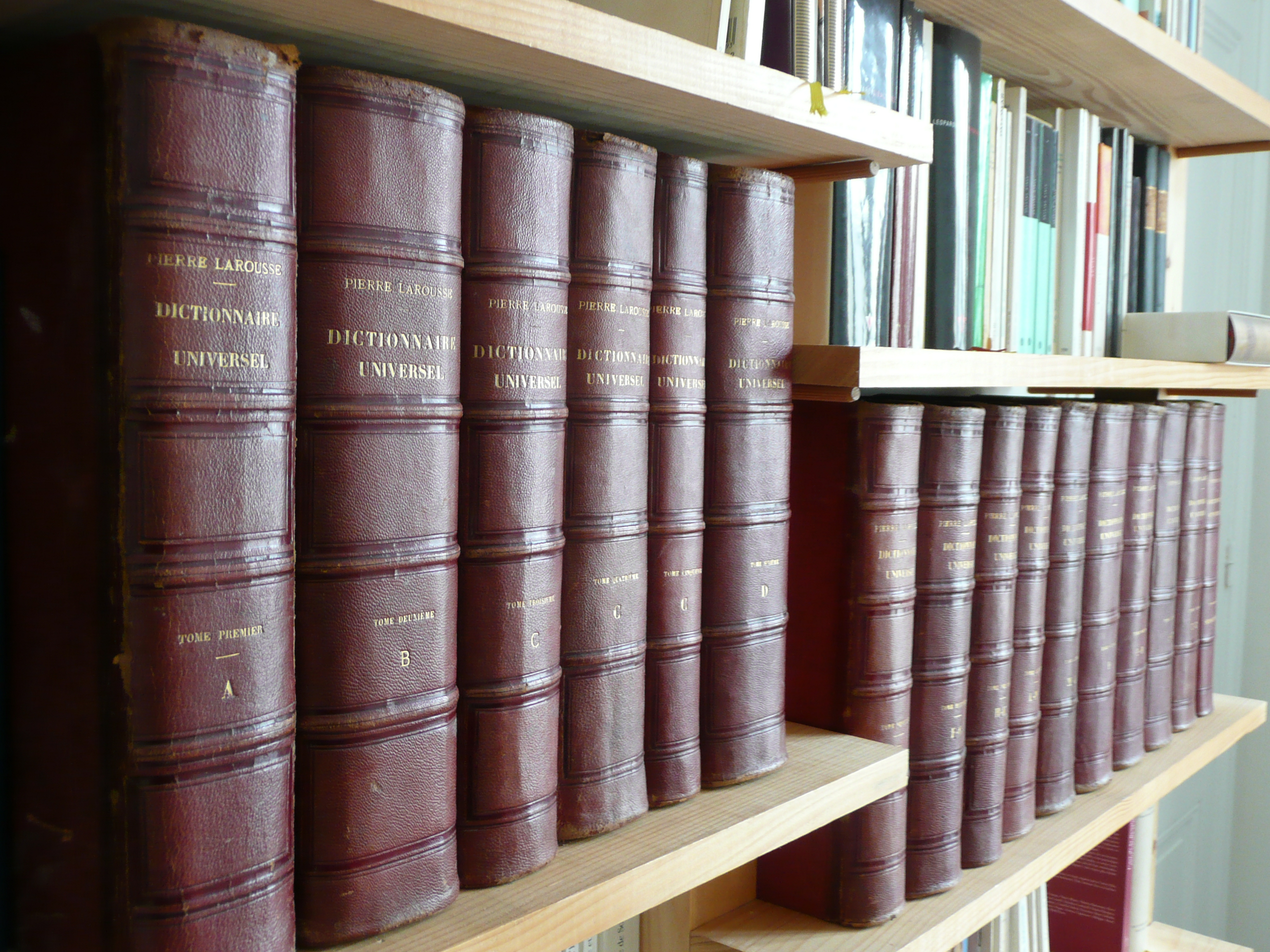
Grand Dictionnaire universel du XIXe siècle

Der Grand Dictionnaire universel du XIXe siècle (Kürzel: GDU) ist ein enzyklopädisches Nachschlagewerk (vergleichbar dem Großen Brockhaus) und gleichzeitig ein Wörterbuch der französischen Sprache. Er erschien von 1866 bis 1876 in 15 Bänden in Paris. Er ist das Werk von Pierre Larousse.

## Geschichte
Der durch zahlreiche Schulbücher und das 1856 erstmals erschienene Wörterbuch Nouveau dictionnaire de la langue française (Vorläufer des Petit Larousse) reich gewordene Pierre Larousse nutzte diese Gelegenheit, um sich den lang gehegten Wunsch nach einem großen enzyklopädischen Wörterbuch zu erfüllen, das Sprach- und Sachinformation miteinander verbindet. Vorausgegangen war das von ihm kritisch beurteilte Dictionnaire français illustré et encyclopédie universelle. Ouvrage qui peut tenir lieu de tous les vocabulaires et de toutes les encyclopédies (1860–1864) von  Jean-Franc̜ois-Marie Bertet-Dupiney de Vorepierre (1811–1880). In Zusammenarbeit mit 27 Mitarbeitern schuf Larousse in einer Kraftanstrengung, die ihn 1875 mit 57 Jahren ins Grab brachte, die 20 000 eng bedruckten Seiten seines Universallexikons. Sein 122 Seiten langes Vorwort von 1865 lässt alle in- und ausländischen Vorläufer und Konkurrenten Revue passieren.
Die von Pierre Larousse geschaffene Tradition der Verbindung von auf Sachen und Namen bezogenem großen enzyklopädischen Nachschlagewerk mit einem Sprachwörterbuch im Grand Dictionnaire universel setzte sich nach seinem Tod unter verschiedenen Titeln im Verlag Larousse fort (direkter Nachfolger war ab 1897 der Nouveau Larousse illustré) und kam erst Ende des 20. Jahrhunderts im Grand Dictionnaire encyclopédique Larousse (anderer Titel: Grand Larousse universel, mit Wiederaufnahme des anfänglichen Schlüsselbegriffs) zum Erliegen, weil das Internet sich als leistungsstärker erwies als die vielbändigen und teuren Papierlexika. Der GDU ist (mittels Gallica) online kostenfrei einsehbar.

## Vollständiger Titel
Grand Dictionnaire universel du XIXe siècle. Français, historique, géographique, mythologique, bibliographique, littéraire, artistique, scientifique, etc., etc.; comprenant  la langue française ; la prononciation ; les étymologies ; la conjugaison de tous les verbes irréguliers; les règles de grammaire; les innombrables acceptations et les locutions familières et proverbiales; l’histoire; la géographie; la solution des problèmes historiques; la biographie de tous les hommes remarquables, morts ou vivants; la mythologie; les sciences physiques, mathématiques et naturelles; les sciences morales et politiques; les pseudo-sciences; les inventions et découvertes; etc., etc., etc. Parties neuves : les types et les personnages littéraires; les héros d’épopées et de romans; les caricatures; politiques et sociales; la bibliographie générale; une anthologie des allusions françaises, étrangères, latines et mythologiques; les beaux-arts et l’analyse de toutes les œuvres d’art.

## Gliederung
- 1: A
- 2: B
- 3: C – Chem
- 4: Chem – Cont
- 5: Cont – Czyn
- 6: D
- 7: E
- 8: F – G
- 9: H – Kyyn
- 10: L – Memn
- 11: Memo – O
- 12: P – Pour
- 13: Pour – R
- 14: S – Testa
- 15: Test – Z
- (Supplementband) 16: 1878
- (Supplementband) 17: 1888